# Daki Jordanow
Daki Jordanow, eigentlich Daki Jordanow Witschew, (bulgarisch Даки Йорданов Вичев, * 13. September 1893 in Omurtag; † 5. April 1978 in Sofia) war ein bulgarischer Botaniker.

## Leben
Er war von 1956 bis 1962 als Rektor der Universität Sofia tätig. Ab 1962 übernahm er dann die Funktion des Direktors des Instituts für Botanik der Bulgarischen Akademie der Wissenschaften, die er bis 1974 ausübte. Jordanow gehörte dem Präsidium der Akademie an.
In seinen wissenschaftlichen Arbeiten befasste er sich mit der Flora Bulgariens unter den Aspekten der Systematik der Pflanzengeographie, der Geobotanik, der Paläobotanik und der Ökologie der Pflanzen.
Er wurde mit dem Dimitroffpreis und als Held der Sozialistischen Arbeit ausgezeichnet.

## Werke (Auswahl)
- Vŭrchu razprostranenieto na stepnata rastitelnost v Bŭlgarija, 1936